# Den Anden Side
Den Anden Side er det tredje studiealbum fra den danske musikduo Ukendt Kunstner. Det udkom 29. februar 2016 via Forbandet Ungdom, No3 og Sony Music. Albummet indeholder 11 sange, rappet af Hans Philip og produceret af Jens Ole McCoy. På albummet medvirker Sivas (Lige Nu), Track72 (Mand Over Bord) og Kesi (Et Andet Niveau).

## Spor
| #   | Titel                            | Længde |
| --- | -------------------------------- | ------ |
| 1.  | "Den Anden Side"                 | 4:41   |
| 2.  | "Lige Nu (feat. Sivas)"          | 6:26   |
| 3.  | "Mand Over Bord (feat. Track72)" | 5:27   |
| 4.  | "Lange Nætter"                   | 1:59   |
| 5.  | "Et Andet Niveau (feat. Kesi)"   | 3:45   |
| 6.  | "Ingen Hører"                    | 4:07   |
| 7.  | "Baby"                           | 3:07   |
| 8.  | "Ingen Problemer"                | 6:10   |
| 9.  | "Soma"                           | 5:14   |
| 10. | "Jesu Blod"                      | 6:17   |
| 11. | "Overleve"                       | 7:13   |

## Hitlister og certificering

### Ugentlige hitlister
| Hitliste (2016)        | Højeste placering | Certificering |
| ---------------------- | ----------------- | ------------- |
| Danmark (Album Top-40) | 3                 | 3× Platin     |

### Årslister
| Hitliste (2016) | Placering |
| --------------- | --------- |
| Danmark         | 26        |
| Hitliste (2017) | Placering |
| Danmark         | 29        |
| Hitliste (2018) | Placering |
| Danmark         | 72        |
| Hitliste (2019) | Placering |
| Danmark         | 79        |
| Hitliste (2023) | Placering |
| Danmark         | 91        |
| Hitliste (2024) | Placering |
| Danmark         | 92        |